# Banda Bostik
I Banda Bostik sono un gruppo musicale nato a Tlalnepantla de Baz, nello Stato libero e sovrano del Messico. La band suonava un rock urbano messicano influenzato da rock and roll, hard rock e blues rock.

## Formazione

### Attuale
- David Lerma "El Guadaña": Voce - (1983 - ora)
- Eduardo Cruz Martínez "Lalo Blues": Chitarra elettrica e Cori  - (1983 - ora)
- Fernando Mendoza "El Fer": Batteria - (1983 - 1994) (2013 - ora)
- Ricardo Zepeda "Pitillo": Sassofono e flauto traverso - (2000 - ora)
- "Ponchito" Flores: Basso elettrico - (2016 - ora)

### Passata
- Carlos Godínez "Charlie Bostik": Basso elettrico e cori - (1983 - 2000) (2013 - 2015)
- Jonathan Zúñiga: Bajo sexto - (2000- 2013)
- Alan Méndez "El Pillo": Batteria - (1994 - 2013)
- Arturo Labastida "El Papayo": Sassofono - (1995-2000)
- Graciela Salzar: Corista - (2000)
- Luis Bonilla "El Bony": Corista

## Discografia
- 1987 - Abran Esa Puerta
- 1988 - Rock de la Banda para la Banda
- 1989 - Capturados
- 1989 - En Pie de Guerra
- 1992 - Del Barrio
- 1995 - Viva México Cabrones Vol. 1 y 2
- 1996 - En el Camino
- 2000 - Hipotecados
- 2000 - 15 Éxitos
- 2001 - Banda Bostik Ataca de Nuevo Vol. 1 y 2
- 2004 - Genoma Humano
- 2019 - Trascendencia